# Koza paní ježibaby
Koza paní ježibaby je kniha určená pro děti a mládež. Autory této knihy jsou Alois Mikulka, Zuzana Nováková a Kamila Sojková. Ilustrátory knihy jsou Alois Mikulka, Zuzana Nováková, Radek Pilař. Kniha obsahuje několik příběhů.

## Příběhy
- Koza paní ježibaby, autor Alois Mikulka.
- Skřítek do bytu nepatří, autor Radek Pilař.
- Mé milé strašidlo Petruželka, autor Alois Mikulka.
- Jak hluboký je rybníček, autor Zuzana Nováková.
- Podezřelý je malíř, autor Alois Mikulka.